# Liste der Brücken in Wien/Josefstadt
Diese Liste beinhaltet jene Wiener Brücken, die sich im 8. Bezirk Josefstadt befinden. Weitere Brücken, die an den 8. Bezirk grenzen oder sich nur teilweise auf seinem Bezirksgebiet befinden, von der Brückeninformation Wien aber anderen Bezirken zugeordnet sind, befinden sich in den jeweiligen Listen der angrenzenden Bezirke.

## Brücken
| Objekt / Teilobjekt                                   | Foto | Lage                     | Verwaltung / Objektnr. | System | Material | Brückenklasse | Länge (m) | Breite (m) | Baujahr | Anmerkungen                                                         |
| ----------------------------------------------------- | ---- | ------------------------ | ---------------------- | ------ | -------- | ------------- | --------- | ---------- | ------- | ------------------------------------------------------------------- |
| Brücke Berta die Vierte                               | 1    | U-Bahn-Linie U6 Standort | 600127a                |        |          |               |           |            |         | Teil der ehem. Gürtellinie der Stadtbahn (Gestaltung: Otto Wagner). |
| Brücken über die Friedmanngasse 2 (Straßendurchfahrt) | 1    | U-Bahn-Linie U6 Standort | Wiener Linien 600127b  |        |          |               |           |            |         | Teil der ehem. Gürtellinie der Stadtbahn (Gestaltung: Otto Wagner). |
| Brücken über die Friedmanngasse 3                     | 1    | U-Bahn-Linie U6 Standort | Wiener Linien 600127c  |        |          |               |           |            |         | Teil der ehem. Gürtellinie der Stadtbahn (Gestaltung: Otto Wagner). |
| Brücken über die Josefstädter Straße                  | 1    | U-Bahn-Linie U6 Standort | Wiener Linien 600126   |        |          |               |           |            |         | Teil der ehem. Gürtellinie der Stadtbahn (Gestaltung: Otto Wagner). |
| Brücken über die Ottakringer Straße                   | 1    | U-Bahn-Linie U6 Standort | Wiener Linien 600130   |        |          |               |           |            |         | Teil der ehem. Gürtellinie der Stadtbahn (Gestaltung: Otto Wagner). |
| Brücken über die Pfeilgasse                           | 1    | U-Bahn-Linie U6 Standort | Wiener Linien 600124   |        |          |               |           |            |         | Teil der ehem. Gürtellinie der Stadtbahn (Gestaltung: Otto Wagner). |
| Brücken über die Sanettystraße                        | 1    | U-Bahn-Linie U6 Standort | Wiener Linien 600125   |        |          |               |           |            |         | Teil der ehem. Gürtellinie der Stadtbahn (Gestaltung: Otto Wagner). |
| Brücken über die Schellhammergasse                    | 1    | U-Bahn-Linie U6 Standort | Wiener Linien 600128   |        |          |               |           |            |         | Teil der ehem. Gürtellinie der Stadtbahn (Gestaltung: Otto Wagner). |
| Brücken über die Thelemangasse                        | 1    | U-Bahn-Linie U6 Standort | Wiener Linien 600129   |        |          |               |           |            |         | Teil der ehem. Gürtellinie der Stadtbahn (Gestaltung: Otto Wagner). |